# Семёнов, Виталий Семёнович
Виталий Семёнович Семёнов (1898—1950) — советский инженер, изобретатель и учёный, лауреат Сталинской премии.

## Биография
Родился 5 октября 1898 года[по какому календарю?] года в Санкт-Петербурге — внебрачный сын учительницы крестьянского происхождения.
В 1916 году с золотой медалью окончил гимназию, в 1925 году — воздушный факультет Ленинградского института инженеров путей сообщения.
В 1925—1931 гг. работал на аэросъёмке Ленинграда, на проектных работах Южтурксибжелстроя, в Среднеазиатском и других аэросъемочных предприятиях.
В 1931—1937 гг. — заведующий кафедрой аэросъёмки, с 1932 года — доцент Ленинградского учебного комбината ГВФ.
С 1937 года — научный сотрудник Ленинградского отделения ЦНИИ аэросъёмки ГУГК.
В 1936—1937 гг. изобрёл щелевую аэрофотокамеру, которая прошла проверку в период Советско-финляндской войны.
В начале Великой Отечественной войны добровольцем ушёл на фронт 26 июня 1941 года. Служил в 116 разведывательной эскадрилье Ленфронта как второй летнаб-съёмщик, проводил боевую фоторазведку в условиях белой ночи до сентября 1941 года. Затем был переведён в разведотдел штаба Ленинградского фронта. С 26 октября 1941 по 22 февраля 1942 года провёл войсковые испытания своей системы в боевых условиях, подготовил группу стрелков-радистов для работы в воздухе с АЦЦАФА-2. Выполнил на самолётах Пе-2, Б-25, Ил-2 40 боевых вылетов. Главный маршал авиации А. А. Новиков писал:

Семенов сконструировал новый аппарат, который значительно расширил возможности фоторазведки. Это был щелевой фотоаппарат ЩАФ-2. Семенов был не только талантливым изобретателем, но и смелым, мужественным человеком. Он сам испытывал свой аппарат в боевых условиях — часто летал на разведку в тыл противника и доставлял нам с помощью нового прибора немало ценных сведений
С мая 1942 года В. С. Семёнов — военный консультант завода № 393 («Зоркий»), где по распоряжению ГКО серийно выпускалась аэрофотокамера АШАФА-2, которая успешно применялась на всех фронтах; с 25 января 1944 года — инженер-майор. С сентября 1945 года — доцент кафедры авиационных наблюдательных приборов ЛКВВИА. С 1946 года — кандидат технических наук.
Его семья погибла во время блокады Ленинграда. Сам он тоже погиб — 16 августа 1950 года в авиационной катастрофе на самолёте Пе-2 при испытании новой модификации аэрофотоаппарата. Похоронен на Серафимовском кладбище Санкт-Петербурга.

## Награды
- Сталинская премия (1946) — за изобретение аэрофотоаппарата, применённого в условиях Отечественной войны.
- ордена Красной Звезды, Красного Знамени, Отечественной войны II-й степени и медали: «За боевые заслуги», «За оборону Ленинграда», «За взятие Кенигсберга», «За победу над Германией».